# Parornix alta
Parornix alta là một loài bướm đêm thuộc họ Gracillariidae. Nó có thể được tìm thấy ở Hoa Kỳ (Utah và California).
Ấu trùng ăn Amelanchier alnifolia.